# Ilona Štěpánová-Kurzová
Ilona Štěpánová-Kurzová (Lemberg, 19 novembre 1899 – Prague, 25 septembre 1975) est une pianiste et pédagogue du piano tchécoslovaque, professeur à l'Académie de musique de Prague au département des instruments à claviers fondée avec František Maxián. Ilona Štěpánová-Kurzová est la mère du pianiste Pavel Štěpán et la professeure d'Ivan Moravec.

## Biographie
Ilona Štěpánová-Kurzová appartient aux représentants notables de l'école de piano tchèque. Elle est connue en tant que professeur apprécié et elle a préparé beaucoup de grands d'interprètes au cours de sa vie. Sa carrière de concertiste est oubliée de nos jours, même si Ilona Štěpánová se classe parmi les grands artistes européens de son temps.
Elle est née fille unique d'une famille des pédagogues du piano Vilém Kurz et Růžena Kurzová. Elle apprend très jeune l'instrument avec ses parents. Sa carrière de concertiste commence  à l'âge de dix ans, lorsqu'elle se produit à Lviv, aujourd'hui en Ukraine, avec le concerto du couronnement de Mozart, sous la direction d'Oskar Nedbal, le 14 mars 1910 ; puis lors des reprises à Vienne et Prague en décembre 1910. À la fin de la guerre la révolution force la famille a s'établir d'abord en Vienne, puis à Prague, où son père est nommé professeur, et Brno.

### Concertiste
À partir de 1911, elle développe une importante activité de concerts, et ce, jusque 1937. Ilona Štěpánová hérite sa maîtrise technique, mais elle ajoute sa propre contribution personnelle – une expérience intérieure profonde toute en poésie. Elle donne d'innombrables concerts en soliste ou accompagnée par des orchestres ou des ensembles de chambre (quatuor tchèque, le premier quatuor de Prague, le quatuor Ševčík-Lhotský, etc.) tant en République tchèque qu'à l'étranger (Pologne, Allemagne, Autriche, Pays-Bas). Son répertoire comprenait onze concertos pour piano et orchestre et les principales œuvres de la littérature mondiale, de toutes les périodes de style. Elle était surtout célèbre pour son interprétation des compositions de Chopin.
De la littérature de piano tchèque, elle a joué Josef Suk, Vítězslav Novák, Bedřich Smetana, Antonín Dvořák, mais aussi des compositions des auteurs tchèques contemporains : Karel Boleslav Jirák, Boleslav Vomáčka, notamment. Au cours de sa carrière elle présente de nombreuses création de composition : par exemple en 1919 Ilona Štěpánová joué première du concerto pour piano en sol mineur de Dvořák, adapté par Vilém Kurz sous la direction de Václav Talich ; au festival de musique moderne de Francfort, en 1926, elle donne la création mondiale du Concertino de Janáček (créé ensuite à Brno le 16 février 1926) ; Parmi la littérature russe, elle a créé la première tchèque du troisième concerto pour piano de Prokofiev en 1926 à Prague. Son mariage avec le pianiste, compositeur, professeur et musicologue  tchèque, Václav Štěpán en 1924, lui permet encore d'autres activités publiques, en s'inscrivant dans le mouvement de la musique contemporaine, ainsi que par de nombreux concerts de la littérature pour deux pianos.

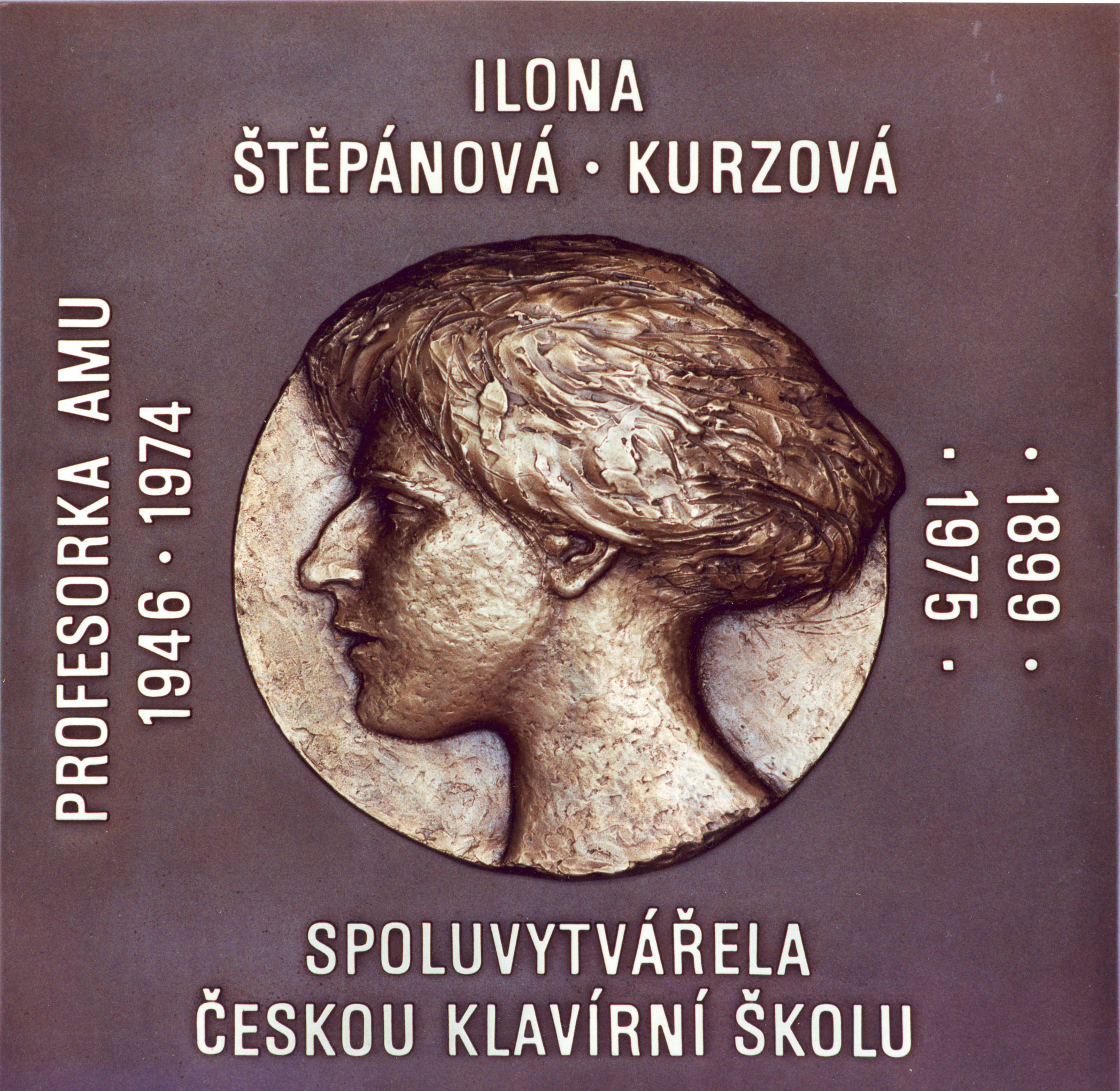
Plaque commémorative apposée à l'Académie de musique de Prague.

### Pédagogue
Les capacités d'enseignement d'Ilona Štěpánová pratiquées depuis son jeune âge, lui semblent être simplement naturelles. Tout comme dans sa carrière de concertiste, elle obtient un succès remarquable dans ce domaine. Dès la mort de son mari en novembre 1944, elle reprend la tête de la classe de maître pour les étudiants du Conservatoire de Prague et l'année suivante, lorsque Vilém Kurz décède en mai 1945, ses étudiants sont versés dans sa classe.
Elle est professeur à l'Académie tchèque des arts musicaux de Prague dès la fondation de l'institution en 1946, et se concentre pleinement sur l'enseignement pour le reste de sa vie. Ses élèves ont pour noms : Ivan Moravec, Mirka Pokorná, Ilja Hurník, Anna Machová, Zdeněk Hnát, Dagmar Baloghová, Zorka Lochmanová-Zichová, Jaroslav Jiránek, etc. Son fils, Pavel Štěpán, qui a reçu l'enseignement de Vilém Kurz, est le successeur de la tradition familiale, de l'école Kurz. Ceci est illustré dans l'interprétation par le respect précis des partitions et le style du compositeur, la belle cantilène d'un son plein de finesse et l'éclat de la technique. Elle a enrichi l'école de piano tchèque par la profondeur de son expérience intérieure, la richesse de timbres et la plasticité des nuances tactiles.

### Publications

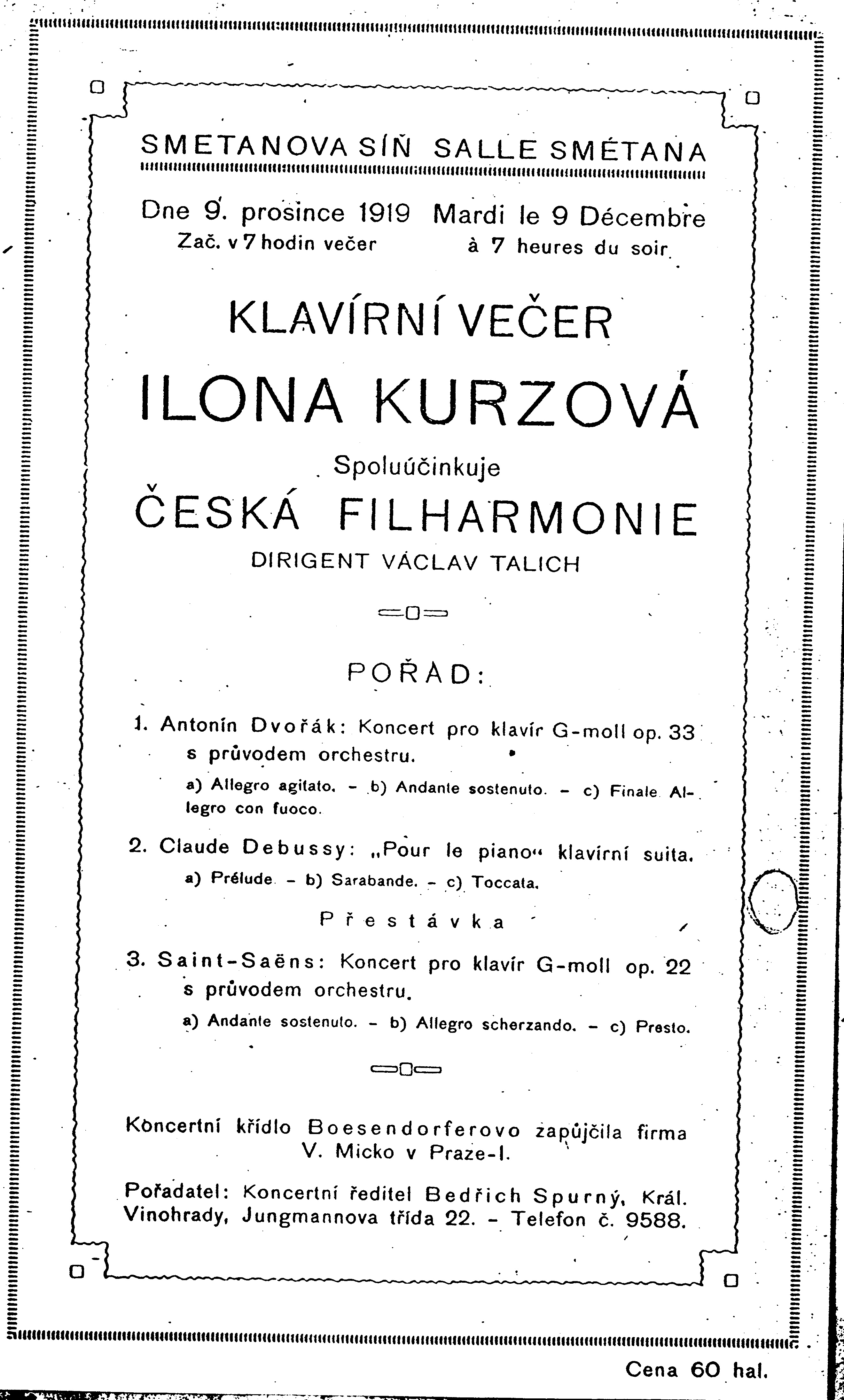
Programme de la création du Concerto de Dvořák retravaillé par Vilém Kurz, le 9 décembre 1919 par Ilona Kurzová, et l'Orchestre philharmonique tchèque dirigé par Václav Talich.

Ilona Štěpánová a publié une anthologie d'études techniques, « Klavírní technika » (Prague 1979) complété avec une explication méthodique et étendue en lien avec celle de son père, « fondamentaux techniques de jeu de piano » (Technické základy klavírní hry, Prague 1924) dont elle cite certaines parties. S'y trouve analysé les moindres détails des composants séparés de la techniques du piano. Chacune des dix-huit séries se concentre sur un problème technique de niveau supérieur, structurés progressivement.